# Drill and bass

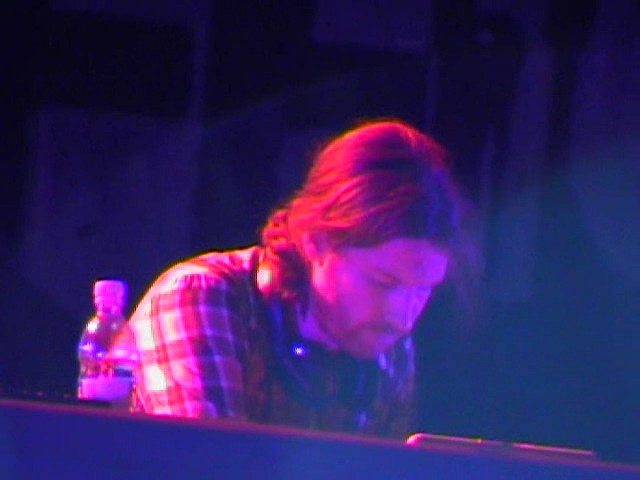
Aphex Twin in 2007

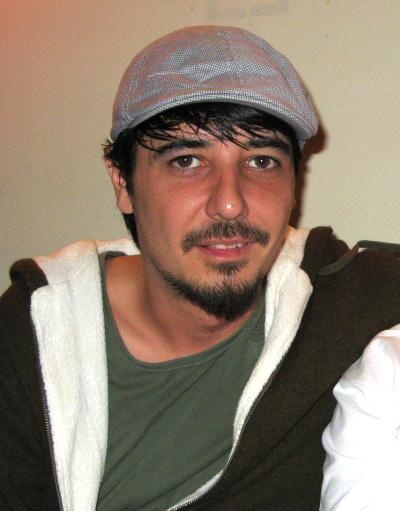
Amon Tobin in 2007

Drill and bass of drill 'n' bass is een muziekstroming die zijn oorsprong vindt in werken van de Engelse producer Aphex Twin (Richard D. James) en Squarepusher.
De muziekstroming is verre van mainstream en blijft steken in de undergroundscene, en niet-liefhebbers spreken ook vaker van een opname in een fabriekshal, dan van muziek. Het is echter minder "chaotisch" dan bijvoorbeeld breakcore.

## Come to Daddy
Aphex Twin experimenteerde midden jaren 90 met crossovers tussen ambient en drum and bass, afgewisseld met invloeden uit de hardcore-stroming. Een resultaat hiervan is de ep Come To Daddy, uitgebracht in 1997 op Warp Records. 
In de Come To Daddy Pappy Mix worden melodieuze stukken afgewisseld met zware en snelle percussiestukken. De percussie werd gekenmerkt door een zware distortion en een complexe structuur. Door het gebruik van zware distortioneffecten en meer ingewikkelde drum-loops is er een duidelijk verschil te horen met het rustigere drum and bass.
Op de ep staat ook nog de Little Lord Faulteroy Mix, dit is echter een op ambient georiënteerde track.
Hoewel er al vanaf 1995 door onder andere Squarepusher geëxperimenteerd werd met een soortgelijke stijl, wordt over het algemeen aangenomen dat de naam van het genre pas na  Come To Daddy werd gebruikt.

## IDM
Drill and bass valt onder de noemer IDM (Intelligent Dance Music), omdat het complexer is dan menig andere stroming binnen de elektronische dance. Een veel gebruikte drill-and-bass-sample is de Amen drumloop.